# Gerichte im Königreich Sachsen
Dieser Artikel behandelt die Gerichtsorganisation im Königreich Sachsen.

## Vor 1835
Verantwortlich für die Justizverwaltung war die Landesregierung und später das Landesjustizkollegium. Das oberste Gericht des Königreichs war das Sächsische Appellationsgericht in Dresden, gegründet 1559. Dieses war gemäß dem Mandat von 13. März 1822 erste und letzte Instanz in Lehensachen, Angelegenheit der königlichen Familie und anderen Personen mit privilegierten Gerichtsstand. In anderen Zivilsachen war es ein Gericht zweiter und letzter Instanz. Daneben bestand das Oberhofgericht Leipzig, gegründet 1483, als allgemeiner Gerichtshof in Zivilsachen. Daneben wurde das Verfahren der Aktenversendung genutzt. Hierzu bestand ein Schöppenstuhl an der Universität Leipzig, Rechtsgutachten konnten auch bei der dortigen Juristenfakultät eingeholt werden.
Eingangsgerichte waren die königlichen Justizämter und Gerichte sowie die Patrimonialgerichte. Gerichtliche Funktionen hatten auch die Konsistorien, die Bücher-Kommission in Leipzig, das Universitätsgericht in Leipzig, das Handelsgericht in Leipzig sowie die Gesamtregierung und das Gesamtkonsistorium in Glauchau. Daneben bestanden Militärgerichte.

## Justizreform 1835
Mit dem Gesetz, die höheren Justizbehörden und den Instanzenzug in Justizsachen betreffend vom 28. Januar 1835 wurde die sächsischen Ober- und Mittelgerichte neu organisiert.
An der Spitze des Instanzenzugs stand nun das neu gebildete Königliche Oberappellationsgericht Dresden. Darunter waren mehrere Appellationsgerichte angesiedelt. Deren Sprengel beschrieb die Ausführungsverordnung vom 28. März 1835
| Appellationsgericht          | Sitz     | Sprengel |
| ---------------------------- | -------- | --- |
| Appellationsgericht Dresden  | Dresden  | der Meißnische Kreis ohne die Ämter Oschatz und Stolpen und mit dem Amt Dippoldiswalde                                                       |
| Appellationsgericht Budissin | Budissin | die Oberlausitz und das Amt Stolpen |
| Appellationsgericht Leipzig  | Leipzig  | den Leipziger Kreis einschließlich der Schönburgschen Lehnsherrschaften Penig, Rochsburg und Wechselburg, das Amt Oschatz und das Amt Nossen |
| Appellationsgericht Zwickau  | Zwickau  | der Rest des Erzgebirgischen Kreises sowie den Vogtländischen Kreis                                                                          |

Das Appellationsgericht Dresden war gleichzeitig Lehenshof.
Den Appellationsgerichten waren eine Vielzahl unterschiedlicher Gerichte nachgeordnet.
A) Königliche Justizämter sowie Königliche Gerichte:
| Art des Gerichtes                          | Ort                                     | Appellationsgericht          | Anmerkungen                                                                               |
| ------------------------------------------ | --------------------------------------- | ---------------------------- | ----------------------------------------------------------------------------------------- |
| Königliches Justizamt Altenberg            | Altenberg siehe Dippoldiswalde          | Appellationsgericht Dresden  |                                                                                           |
| Königliches Justizamt Annaberg             | Annaberg siehe Wolkenstein Augustusburg | Appellationsgericht Zwickau  |                                                                                           |
| Königliches Justizamt Borna                | Borna                                   | Appellationsgericht Leipzig  |                                                                                           |
| Kreisamt Budissin                          | Budissin                                | Appellationsgericht Budissin | Kreis-Amt für den unterm Schloss Ortenburg gelegenen Stadtteil und einige Landortschaften |
| Königliches Justizamt Chemnitz             | Chemnitz                                | Appellationsgericht Zwickau  |                                                                                           |
| Königliches Justizamt Colditz              | Colditz                                 | Appellationsgericht Leipzig  |                                                                                           |
| Königliches Justizamt Dippoldiswalde       | Dippoldiswalde mit Altenberg            | Appellationsgericht Dresden  |                                                                                           |
| Königliches Justizamt Dresden              | Dresden I. Abteilung                    | Appellationsgericht Dresden  |                                                                                           |
| Königliches Justizamt                      | Dresden II. Abteilung                   | Appellationsgericht Dresden  |                                                                                           |
| Königliches Justizamt Eibenstock           | Eibenstock                              | Appellationsgericht Zwickau  |                                                                                           |
| Königliches Justizamt Frankenberg          | Frankenberg mit Sachsenburg             | Appellationsgericht Zwickau  |                                                                                           |
| Königliches Justizamt Frauenstein          | Frauenstein                             | Appellationsgericht Dresden  |                                                                                           |
| Kreisamt Freiberg                          | Freiberg                                | Appellationsgericht Dresden  |                                                                                           |
| KErb-Amt                                   | Grimma                                  | Appellationsgericht Leipzig  |                                                                                           |
| Landesschulenamt                           | Grimma                                  | Appellationsgericht Leipzig  |                                                                                           |
| Königliches Justizamt                      | Großenhain siehe Hain                   |                              |                                                                                           |
| Königliches Justizamt Grillenburg          | Grillenburg zu Tharandt                 | Appellationsgericht Dresden  |                                                                                           |
| Königliches Justizamt Grünhain             | Grünhain                                | Appellationsgericht Zwickau  |                                                                                           |
| Königliches Justizamt Hain                 | Hain oder Großenhain                    | Appellationsgericht Dresden  |                                                                                           |
| Königliches Justizamt Hohnstein            | Hohnstein mit Lohmen                    | Appellationsgericht Dresden  |                                                                                           |
| Königliches Gericht                        | Kirchberg                               | Appellationsgericht Zwickau  |                                                                                           |
| Königliches Justizamt Laußnitz             | Laußnitz siehe Radeberg                 |                              |                                                                                           |
| Königliches Justizamt Lauterstein          | Lauterstein                             | Appellationsgericht Zwickau  |                                                                                           |
| Kreisamt Leipzig                           | Leipzig                                 | Appellationsgericht Leipzig  |                                                                                           |
| Königliches Justizamt Leisnig              | Leisnig                                 | Appellationsgericht Leipzig  |                                                                                           |
| Königliches Gericht der Stadt              | Lommatzsch                              | Appellationsgericht Leipzig  |                                                                                           |
| Kreisamt Meißen                            | Meißen                                  | Appellationsgericht Dresden  |                                                                                           |
| Prokuraturamt                              | Meißen                                  | Appellationsgericht Dresden  |                                                                                           |
| Landesschulenamt                           | Meißen                                  | Appellationsgericht Dresden  |                                                                                           |
| Königliches Justizamt Moritzburg           | Moritzburg                              | Appellationsgericht Dresden  |                                                                                           |
| Königliches Justizamt Mügeln               | Mügeln mit Sornzig                      | Appellationsgericht Leipzig  |                                                                                           |
| Königliches Justizamt Mutzschen            | Mutzschen zu Wermsdorf                  | Appellationsgericht Leipzig  |                                                                                           |
| Königliches Justizamt Nossen               | Nossen                                  | Appellationsgericht Leipzig  |                                                                                           |
| Königliches Justizamt Oberwiesenthal       | Oberwiesenthal                          | Appellationsgericht Zwickau  | Königliches Gericht                                                                       |
| Königliches Gericht                        | Oederan                                 | Appellationsgericht Zwickau  |                                                                                           |
| Königliches Justizamt Oschatz              | Oschatz                                 | Appellationsgericht Leipzig  |                                                                                           |
| Königliches Justizamt                      | Pausa siehe Plauen                      |                              |                                                                                           |
| Königliches Justizamt Pegau                | Pegau                                   | Appellationsgericht Leipzig  |                                                                                           |
| Königliches Justizamt Pirna                | Pirna                                   | Appellationsgericht Dresden  |                                                                                           |
| Königliches Justizamt Plauen               | Plauen mit Pausa                        | Appellationsgericht Zwickau  |                                                                                           |
| Königliches Justizamt Radeberg             | Radeberg mit Laussnitz                  | Appellationsgericht Dresden  |                                                                                           |
| Königliches Justizamt Rochlitz             | Rochlitz                                | Appellationsgericht Leipzig  |                                                                                           |
| Königliches Justizamt Sachsenburg          | Sachsenburg siehe Frankenstein          |                              |                                                                                           |
| Kreisamt Schwarzenberg                     | Schwarzenberg                           | Appellationsgericht Zwickau  |                                                                                           |
| Criminal- und Forstjustizamt Schwarzenberg | Schwarzenberg                           | Appellationsgericht Zwickau  |                                                                                           |
| Amt Königliches Justizamt                  | Sornzig siehe Mügeln                    |                              |                                                                                           |
| Königliches Justizamt Stollberg            | Stollberg                               | Appellationsgericht Zwickau  |                                                                                           |
| Königliches Justizamt Stolpen              | Stolpen                                 | Appellationsgericht Budissin |                                                                                           |
| Königliches Justizamt Voigtsberg           | Voigtsberg                              | Appellationsgericht Zwickau  |                                                                                           |
| Königliches Gericht                        | Werdau                                  | Appellationsgericht Zwickau  |                                                                                           |
| Königliches Justizamt Wiesenburg           | Wiesenburg                              | Appellationsgericht Zwickau  |                                                                                           |
| Königliches Justizamt Wolkenstein          | Wolkenstein mit dem Mühlenamt Annaberg  | Appellationsgericht Zwickau  |                                                                                           |
| Königliches Justizamt Wurzen               | Wurzen                                  | Appellationsgericht Leipzig  |                                                                                           |
| Königliches Gericht                        | Zschopau                                | Appellationsgericht Zwickau  |                                                                                           |
| Königliches Justizamt Zwickau              | Zwickau                                 | Appellationsgericht Zwickau  |                                                                                           |

B) Magistratualische Gerichte (Stadträte oder Stadtgerichte)
| Ort                | Appellationsgericht          |
| ------------------ | ---------------------------- |
| Adorf              | Appellationsgericht Zwickau  |
| Altenberg          | Appellationsgericht Dresden  |
| Annaberg           | Appellationsgericht Zwickau  |
| Aue                | Appellationsgericht Zwickau  |
| Berggießhübel      | Appellationsgericht Dresden  |
| Bischofswerda      | Appellationsgericht Budissin |
| Borna              | Appellationsgericht Leipzig  |
| Brand              | Appellationsgericht Dresden  |
| Buchholz           | Appellationsgericht Zwickau  |
| Budissin           | Appellationsgericht Budissin |
| Kamenz             | Appellationsgericht Budissin |
| Chemnitz           | Appellationsgericht Zwickau  |
| Colditz            | Appellationsgericht Leipzig  |
| Crimmitschau       | Appellationsgericht Zwickau  |
| Dippoldiswalde     | Appellationsgericht Dresden  |
| Döbeln             | Appellationsgericht Dresden  |
| Dohna              | Appellationsgericht Dresden  |
| Grünstädtel        | Appellationsgericht Zwickau  |
| Dresden            | Appellationsgericht Dresden  |
| Ehrenfriedersdorf  | Appellationsgericht Zwickau  |
| Eibenstock         | Appellationsgericht Zwickau  |
| Elterlein          | Appellationsgericht Zwickau  |
| Frankenberg        | Appellationsgericht Zwickau  |
| Freiberg           | Appellationsgericht Dresden  |
| Geithayn           | Appellationsgericht Leipzig  |
| Geier              | Appellationsgericht Zwickau  |
| Geringswalde       | Appellationsgericht Leipzig  |
| Gottleuba          | Appellationsgericht Dresden  |
| Grimma             | Appellationsgericht Leipzig  |
| Großenhayn         | Appellationsgericht Dresden  |
| Grünhain           | Appellationsgericht Zwickau  |
| Hartha             | Appellationsgericht Leipzig  |
| Hohnstein          | Appellationsgericht Dresden  |
| Jöhstadt           | Appellationsgericht Zwickau  |
| Johanngeorgenstadt | Appellationsgericht Zwickau  |
| Kirchberg          | Appellationsgericht Zwickau  |
| Königsbrück        | Appellationsgericht Dresden  |
| Königstein         | Appellationsgericht Dresden  |
| Lausick            | Appellationsgericht Leipzig  |
| Leipzig            | Appellationsgericht Leipzig  |
| Leisnig            | Appellationsgericht Leipzig  |
| Löbau              | Appellationsgericht Budissin |
| Marienberg         | Appellationsgericht Zwickau  |
| Kloster Marienthal | Appellationsgericht Budissin |
| Markranstädt       | Appellationsgericht Leipzig  |
| Meißen             | Appellationsgericht Dresden  |
| Mittweida          | Appellationsgericht Leipzig  |
| Mügeln             | Appellationsgericht Leipzig  |
| Mutzschen          | Appellationsgericht Leipzig  |
| Neukirchen         | Appellationsgericht Zwickau  |
| Neustadt           | Appellationsgericht Budissin |
| Neustädtl          | Appellationsgericht Zwickau  |
| Nossen             | Appellationsgericht Leipzig  |
| Oberwiesenthal     | Appellationsgericht Zwickau  |
| Oederan            | Appellationsgericht Zwickau  |
| Oelsnitz           | Appellationsgericht Zwickau  |
| Oschatz            | Appellationsgericht Leipzig  |
| Pausa              | Appellationsgericht Zwickau  |
| Pegau              | Appellationsgericht Leipzig  |
| Pirna              | Appellationsgericht Dresden  |
| Plauen             | Appellationsgericht Zwickau  |
| Rabenau            | Appellationsgericht Dresden  |
| Radeberg           | Appellationsgericht Dresden  |
| Rochlitz           | Appellationsgericht Leipzig  |
| Roßwein            | Appellationsgericht Leipzig  |
| Schandau           | Appellationsgericht Dresden  |
| Scheibenberg       | Appellationsgericht Zwickau  |
| Schellenberg       | Appellationsgericht Zwickau  |
| Schlettau          | Appellationsgericht Zwickau  |
| Schneeberg         | Appellationsgericht Zwickau  |
| Schöneck           | Appellationsgericht Zwickau  |
| Schwarzenberg      | Appellationsgericht Zwickau  |
| Sebnitz            | Appellationsgericht Dresden  |
| Stollberg          | Appellationsgericht Zwickau  |
| Stolpen            | Appellationsgericht Budissin |
| Tharandt           | Appellationsgericht Dresden  |
| Thun               | Appellationsgericht Zwickau  |
| Waldheim           | Appellationsgericht Leipzig  |
| Wehlen             | Appellationsgericht Dresden  |
| Werdau             | Appellationsgericht Zwickau  |
| Wolkenstein        | Appellationsgericht Leipzig  |
| Wurzen             | Appellationsgericht Budissin |
| Zittau             | Appellationsgericht Budissin |
| Zwenkau            | Appellationsgericht Leipzig  |
| Zwickau            | Appellationsgericht Zwickau  |
| Zwönitz            | Appellationsgericht Zwickau  |

Gemäß dem Gesetz über privilegierte Gerichtsstände und einige damit zusammenhängende Sachverhalte vom 28. Januar 1835 regelte die privilegierte Gerichtsstände. Als spezielle Gerichte bestanden danach
- das Universitätsgericht der Universität Leipzig
- die Berggerichte
- die Militärgerichte bei den einzelnen Truppenteilen, das Stabskriegsgericht Dresden und das Kriegsgericht auf der Festung Königstein.

Weiterhin bestanden Patrimonialgerichte Der Staat bemühte sich um die Übernahme der Patrimonialgerichte. Dort, wo dies gelang, wurde diese Gerichtsbarkeit auf königliche Gerichte übertragen. Das erste, so entstandene, Königliche Gericht war das Königliche Gericht Kohren.
| Gericht                                       | Ort                 | Gründungsdatum |
| --------------------------------------------- | ------------------- | --- |
| Königliches Gericht Adorf/V.                  | Adorf/Vogtl.        | 1840 errichtet und 1847 zum Justizamt erhoben                                                                                     |
| Königliches Gericht Altenberg                 | Altenberg           | |
| Königliches Gericht Auerbach/V.               | Auerbach/Vogtl.     | 1841 |
| Königliches Gericht Bernstadt                 | Bernstadt           | 1853 |
| Königliches Gericht Bischofswerda             | Bischofswerda       | 1852 |
| Königliches Gericht Brandis                   | Brandis             | 1856 |
| Königliches Gericht Burgstädt                 | Burgstädt           | 1856 |
| Königliches Gericht Crimmitschau              | Crimmitschau        | 1853 |
| Königliches Gericht Döbeln                    | Döbeln              | 1852 |
| Königliches Gericht Döhlen                    | Döhlen              | |
| Königliches Gericht Ehrenfriedersdorf         | Ehrenfriedersdorf   | 1852 |
| Königliches Gericht Elsterberg                | Elsterberg          | 1853 |
| Königliches Gericht Falkenstein               | Falkenstein         | 1855 |
| Königliches Gericht Geithain                  | Geithain            | 1852 |
| Königliches Gericht Geringswalde              | Geringswalde        | 1852 |
| Königliches Gericht Geyer                     | Geyer               | 1852 |
| Königliches Gericht Glashütte                 | Glashütte           | |
| Königliches Gericht Gottleuba                 | Gottleuba           | |
| Königliches Gericht Hainichen                 | Hainichen           | 1851 |
| Königliches Gericht Hartha                    | Hartha              | 1853 |
| Königliches Gericht Herrnhut                  | Herrnhut            | 1854 |
| Königliches Gericht Johanngeorgenstadt        | Johanngeorgenstadt  | 1838 |
| Königliches Gericht Jöhstadt                  | Jöhstadt            | 1851 |
| Justizamt Kamenz                              | Kamenz              | 1839 |
| Königliches Gericht Kirchberg                 | Kirchberg           | 1835 |
| Königliches Gericht Kleinstruppen             | Kleinstruppen       | |
| Königliches Gericht Klingenthal               | Klingenthal         | 1855 |
| Königliches Gericht Kohren                    | Kohren              | 1834 |
| Königliches Gericht Königsbrück               | Königsbrück         | zum 6. Juli 1853 wurde die 1848 gegründete Gerichtsexpedition des Justizamtes Kamenz in ein Königliches Gericht umgewandelt.      |
| Königliches Gericht Königstein                | Königstein          | |
| Königliches Gericht Lauenstein                | Lauenstein          | 1853 |
| Königliches Gericht Lausick                   | Lausick             | 1833 |
| Königliches Gericht Lengefeld                 | Lengefeld           | 1855 |
| Königliches Gericht Lengenfeld                | Lengenfeld          | 1852 |
| Königliches Gericht Limbach                   | Limbach             | 1851 |
| Königliches Gericht Lommatzsch                | Lommatzsch          | |
| Königliches Gericht Marienberg                | Marienberg          | 1855 |
| Königliches Gericht Markneukirchen            | Markneukirchen 1853 | |
| Königliches Gericht Markranstädt              | Markranstädt        | 1854 |
| Königliches Gericht Neusalza                  | Neusalza            | 1841 |
| Königliches Gericht Neustadt                  | Neustadt            | |
| Königliches Gericht Oberwiesenthal            | Oberwiesenthal      | 1832 |
| Königliches Gericht Oederan                   | Oederan             | 1833 |
| Königliches Gericht Ostritz                   | Ostritz             | 1853 |
| Königliches Gericht Pausa                     | Pausa               | 1852 |
| Königliches Gericht Penig                     | Penig               | 1856 |
| Königliches Gericht Potschappel               | Potschappel         | |
| Königliches Gericht Pulsnitz                  | Pulsnitz            | 1856 |
| Königliches Gericht Radeburg                  | Radeburg            | |
| Königliches Gericht Reichenau                 | Reichenau           | 1853 |
| Königliches Gericht Riesa                     | Riesa               | |
| Königliches Gericht Roßwein                   | Roßwein             | 1853 |
| Königliches Gericht Rötha                     | Rötha               | 1856 |
| Königliches Gericht Sayda                     | Sayda               | |
| Königliches Gericht Schandau                  | Schandau            | |
| Königliches Gericht Scheibenberg              | Scheibenberg        | 1855 |
| Königliches Gericht Schirgiswalde             | Schirgiswalde       | 1853 |
| Königliches Gericht Schneeberg                | Schneeberg          | 1852 |
| Königliches Gericht Schönfeld                 | Schönfeld           | |
| Königliches Gericht Sebnitz                   | Sebnitz             | |
| Königliches Gericht Strehla                   | Strehla             | 1856 |
| Königliches Gericht Taucha                    | Taucha              | 1856 |
| Königliches Gericht Treuen                    | Treuen              | 1852 |
| Königliches Gericht Waldheim                  | Waldheim            | 1833 |
| Königliches Gericht Weesenstein               | Weesenstein         | |
| Königliches Gericht Weißenberg                | Weißenberg          | 1851 |
| Königliches Gericht Werdau                    | Werdau              | 1835 |
| Königliches Gericht Wilsdruff                 | Wilsdruff           | |
| Königliches Gericht Zschopau                  | Zschopau            | 1820 |
| Königliches Gericht zu St. Georgen vor Döbeln | Döbel               | 1840 |
| Königliches Gericht Zwenkau                   | Zwenkau             | 1834 |
| Königliches Landgericht Annaberg              | Annaberg            | |
| Königliches Landgericht Bautzen               | Bautzen             | 1835 als Kreisamt Bautzen, 1841 Umbenennung in Königliches Landgericht Bautzen                                                    |
| Königliches Landgericht Borna                 | Borna               | 1854 |
| Königliches Landgericht Chemnitz              | Chemnitz            | |
| Königliches Landgericht Dresden               | Dresden             | |
| Königliches Landgericht Eibenstock            | Eibenstock          | 1843 |
| Königliches Landgericht Freiberg              | Freiberg            | |
| Königliches Landgericht Kirchberg             | Kirchberg           | Das Königliche Gericht Kirchberg wurde 1835 errichtet. Zum 2. Januar 1843 erfolgte die Umwandlung in ein Königliches Landgericht. |
| Königliches Landgericht Löbau                 | Löbau               | 1837 |
| Königliches Landgericht Mittweida             | Mittweida           | 1853 |
| Königliches Landgericht Oschatz               | Oschatz             | 1839 |
| Königliches Landgericht Pirna                 | Pirna               | 1854 |
| Königliches Landgericht Wurzen                | Wurzen              | 1841 |
| Königliches Landgericht Zittau                | Zittau              | 1852 |
| Königliches Landgericht Zwickau               | Zwickau             | 1853 |

Nach der Märzrevolution sollten die Untergerichte völlig neu organisiert werden. Mit dem Gesetz, die Umgestaltung der Untergerichte … betreffend vom 23. November 1848 wurde geregelt, dass die königlichen Landgerichte, Justizämter, Justiariate und Kammergutsgerichte, die Patrimonialgerichte, die Municipalgerichte und das Universitätsgericht in Leipzig aufgehoben werden sollen. Stattdessen sollten einheitlich Bezirksgerichte geschaffen werden. Gleichzeitig sollte die Trennung der Verwaltung von der Rechtsprechung umgesetzt werden. Daneben sollten Handels-, Fabrik- und Gewerbsgerichte eingerichtet werden. Dieses Gesetz wurde jedoch in der Reaktionsära nicht umgesetzt.

## Justizreform 1855
Mit dem Gesetz, die künftige Einrichtung der Behörden erster Instanz für Rechtspflege und Verwaltung betreffend vom 11. August 1855 wurden die Eingangsgerichte neu geordnet. Die Patrimonialgerichte waren endgültig aufgelöst, Verwaltung und Rechtsprechung getrennt.
Eingangsgerichte waren nur die Gerichtsämter und Bezirksgerichte.
Daneben blieben bestehen:
- Militärgerichte
- Universitätsgericht in Leipzig
- Elbzollgerichte
- Behörden für die in Ablösungs- und Gemeinteilungs-Angelegenheiten vorkommenden Streitigkeiten
- das katholisch-geistliche Konsistorium Leipzig und das Konsistoriums des Domstifts St. Petri in Bautzen.

Die Details der Verwaltungsreform regelte das sächsische Gerichtsverfassungsgesetz vom 11. August 1855 und die Verordnung über die Bildung der Gerichtsbezirke vom 2. September 1856.
Danach bestanden folgende vier Appellationsgerichte:
| Appellationsgericht          | Sprengel |
| ---------------------------- | --- |
| Appellationsgericht Budissin | Bezirksgericht Zittau, Bezirksgericht Löbau, Bezirksgericht Budissin, Bezirksgericht Kamenz (aufgehoben 1860)                                    |
| Appellationsgericht Dresden  | Bezirksgericht Dresden, Bezirksgericht Pirna, Bezirksgericht Freiberg, Bezirksgericht Meißen                                                     |
| Appellationsgericht Leipzig  | Bezirksgericht Oschatz, Bezirksgericht Leipzig, Bezirksgericht Borna, Bezirksgericht Rochlitz (aufgehoben 1860), Bezirksgericht Mittweida        |
| Appellationsgericht Zwickau  | Bezirksgericht Chemnitz, Bezirksgericht Augustusburg (aufgehoben 1859), Bezirksgericht Eibenstock, Bezirksgericht Zwickau, Bezirksgericht Plauen |

Darunter bestanden folgende 18 Bezirksgerichte und 116 Gerichtsämter (daneben waren die 18 Bezirksgerichte als Gerichtsämter in der jeweiligen Stadt ihres Sitzes tätig):
| Appellationsgericht          | Bezirksgericht                                | Sprengel |
| ---------------------------- | --------------------------------------------- | --- |
| Appellationsgericht Budissin | Bezirksgericht Zittau                         | Das Bezirksgericht war Gerichtsamt für die Stadt Zittau. Daneben waren ihm folgende Gerichtsämter nachgelagert: Gerichtsamt Zittau, Gerichtsamt Ostritz, Gerichtsamt Reichenau und Gerichtsamt Großschönau. |
| Appellationsgericht Budissin | Bezirksgericht Löbau                          | Das Bezirksgericht war Gerichtsamt für die Stadt Löbau. Daneben waren ihm folgende Gerichtsämter nachgelagert: Gerichtsamt Löbau, Gerichtsamt Weißenberg, Gerichtsamt Bernstadt, Gerichtsamt Herrnhut, Gerichtsamt Ebersbach und Gerichtsamt Neusalza. |
| Appellationsgericht Budissin | Bezirksgericht Budissin                       | Das Bezirksgericht war Gerichtsamt für die Stadt Budissin. Daneben waren ihm folgende Gerichtsämter nachgelagert: Gerichtsamt Budissin, Gerichtsamt Schirgiswalde, Gerichtsamt Königswartha und Gerichtsamt Bischofswerda. |
| Appellationsgericht Budissin | Bezirksgericht Kamenz (aufgehoben 1860)       | Das Bezirksgericht war Gerichtsamt für die Stadt Kamenz. Daneben waren ihm folgende Gerichtsämter nachgelagert: Gerichtsamt Kamenz, Gerichtsamt Königsbrück und Gerichtsamt Pulsnitz. |
| Appellationsgericht Dresden  | Bezirksgericht Dresden                        | Das Bezirksgericht war Gerichtsamt für die Stadt Dresden. Daneben waren ihm folgende Gerichtsämter nachgelagert: Gerichtsamt Dresden, Gerichtsamt Radeburg, Gerichtsamt Radeberg, Gerichtsamt Moritzburg, Gerichtsamt Schönfeld, Gerichtsamt Dippoldiswalde, Gerichtsamt Tharandt, Gerichtsamt Döhlen und Gerichtsamt Wilsdruff.                             |
| Appellationsgericht Dresden  | Bezirksgericht Pirna                          | Das Bezirksgericht war Gerichtsamt für die Stadt Pirna. Daneben waren ihm folgende Gerichtsämter nachgelagert: Gerichtsamt Pirna, Gerichtsamt Stolpen, Gerichtsamt Neustadt, Gerichtsamt Hohnstein, Gerichtsamt Sebnitz, Gerichtsamt Schandau, Gerichtsamt Königstein, Gerichtsamt Gottleuba, Gerichtsamt Lauenstein und Gerichtsamt Altenberg.              |
| Appellationsgericht Dresden  | Bezirksgericht Freiberg                       | Das Bezirksgericht war Gerichtsamt für die Stadt Freiberg. Daneben waren ihm folgende Gerichtsämter nachgelagert: Gerichtsamt Freiberg, Gerichtsamt Brand, Gerichtsamt Frauenstein und Gerichtsamt Sayda. |
| Appellationsgericht Dresden  | Bezirksgericht Meißen                         | Das Bezirksgericht war Gerichtsamt für die Stadt Meißen. Daneben waren ihm folgende Gerichtsämter nachgelagert: Gerichtsamt Meißen, Gerichtsamt Großenhain, Gerichtsamt Nossen, Gerichtsamt Lommatzsch und Gerichtsamt Riesa. |
| Appellationsgericht Leipzig  | Bezirksgericht Oschatz                        | Das Bezirksgericht war Gerichtsamt für die Stadt Oschatz. Daneben waren ihm folgende Gerichtsämter nachgelagert: Gerichtsamt Oschatz, Gerichtsamt Strehla, Gerichtsamt Mügeln, Gerichtsamt Wermsdorf und Gerichtsamt Döbeln. |
| Appellationsgericht Leipzig  | Bezirksgericht Leipzig                        | Das Bezirksgericht war Gerichtsamt für die Stadt Leipzig. Daneben waren ihm folgende Gerichtsämter nachgelagert: Gerichtsamt Leipzig I, Gerichtsamt Leipzig II, Gerichtsamt Brandis, Gerichtsamt Wurzen, Gerichtsamt Taucha und Gerichtsamt Markranstädt. |
| Appellationsgericht Leipzig  | Bezirksgericht Borna                          | Das Bezirksgericht war Gerichtsamt für die Stadt Borna. Daneben waren ihm folgende Gerichtsämter nachgelagert: Gerichtsamt Borna, Gerichtsamt Zwenkau, Gerichtsamt Rötha, Gerichtsamt Grimma, Gerichtsamt Lausick, Gerichtsamt Frohburg und Gerichtsamt Pegau.                                                                                               |
| Appellationsgericht Leipzig  | Bezirksgericht Rochlitz (aufgehoben 1860)     | Das Bezirksgericht war Gerichtsamt für die Stadt Rochlitz. Daneben waren ihm folgende Gerichtsämter nachgelagert: Gerichtsamt Rochlitz, Gerichtsamt Colditz, Gerichtsamt Leisnig, Gerichtsamt Hartha, Gerichtsamt Geringswalde, Gerichtsamt Geithain und Gerichtsamt Penig.                                                                                  |
| Appellationsgericht Leipzig  | Bezirksgericht Mittweida                      | Das Bezirksgericht war Gerichtsamt für die Stadt Mittweida. Daneben waren ihm folgende Gerichtsämter nachgelagert: Gerichtsamt Mittweida, Gerichtsamt Haynichen, Gerichtsamt Roßwein, Gerichtsamt Waldheim und Gerichtsamt Burgstädt. |
| Appellationsgericht Zwickau  | Bezirksgericht Chemnitz                       | Das Bezirksgericht war Gerichtsamt für die Stadt Chemnitz. Daneben waren ihm folgende Gerichtsämter nachgelagert: Gerichtsamt Chemnitz, Gerichtsamt Frankenberg, Gerichtsamt Limbach und Gerichtsamt Stollberg. |
| Appellationsgericht Zwickau  | Bezirksgericht Augustusburg (aufgehoben 1859) | Das Bezirksgericht war Gerichtsamt für die Stadt Schellenberg. Daneben waren ihm folgende Gerichtsämter nachgelagert: Gerichtsamt Augustusburg, Gerichtsamt Oederan, Gerichtsamt Zschopau, Gerichtsamt Lengefeld und Gerichtsamt Zöblitz. |
| Appellationsgericht Zwickau  | Bezirksgericht Annaberg                       | Das Bezirksgericht war Gerichtsamt für die Stadt Annaberg mit Buchholz. Daneben waren ihm folgende Gerichtsämter nachgelagert: Gerichtsamt Annaberg, Gerichtsamt Marienberg, Gerichtsamt Wolkenstein, Gerichtsamt Ehrenfriedersdorf, Gerichtsamt Geyer, Gerichtsamt Grünhain, Gerichtsamt Scheibenberg, Gerichtsamt Oberwiesenthal und Gerichtsamt Jöhstadt. |
| Appellationsgericht Zwickau  | Bezirksgericht Eibenstock                     | Das Bezirksgericht war Gerichtsamt für die Stadt Eibenstock. Daneben waren ihm folgende Gerichtsämter nachgelagert: Gerichtsamt Eibenstock, Gerichtsamt Schneeberg, Gerichtsamt Schwarzenberg, Gerichtsamt Johanngeorgenstadt, Gerichtsamt Auerbach und Gerichtsamt Klingenthal.                                                                             |
| Appellationsgericht Zwickau  | Bezirksgericht Zwickau                        | Das Bezirksgericht war Gerichtsamt für die Stadt Zwickau. Daneben waren ihm folgende Gerichtsämter nachgelagert: Gerichtsamt Zwickau, Gerichtsamt Wildenfels, Gerichtsamt Kirchberg, Gerichtsamt Werdau, Gerichtsamt Crimmitschau, Gerichtsamt Remse, Gerichtsamt Reichenbach und Gerichtsamt Lengenfeld.                                                    |
| Appellationsgericht Zwickau  | Bezirksgericht Plauen                         | Das Bezirksgericht war Gerichtsamt für die Stadt Plauen. Daneben waren ihm folgende Gerichtsämter nachgelagert: Gerichtsamt Plauen, Gerichtsamt Pausa, Gerichtsamt Elsterberg, Gerichtsamt Treuen, Gerichtsamt Falkenstein, Gerichtsamt Schöneck, Gerichtsamt Markneukirchen, Gerichtsamt Adorf und Gerichtsamt Oelsnitz.                                    |

### Schönburgische Herrschaften
Von der Justizreform nicht betroffen waren die fünf Schönburgischen Rezessherrschaften. Die Jurisdiktion hier ging erst im Zusammenhang mit den Reichsjustizgesetzen 1878 auf den Staat über. Appellationsinstanz waren jedoch die zuständigen staatlichen Appellationsgerichte.
1965 wurde nach königlich sächsischem Vorbild für die Schönburgischen Rezessherrschaften das Fürstliche und Gräfliche Schönburgische Bezirksgericht Glauchau geschaffen. Diesen waren die Gerichtsämter Glauchau, Meerane, Waldenburg, Hohenstein-Ernstthal, Lichtenstein und Hartenstein und Lößnitz nachgelagert.

## Nach dem Gerichtsverfassungsgesetz

### Ordentliche Gerichtsbarkeit
Mit dem Inkrafttreten des Deutschen Gerichtsverfassungsgesetzes wurde die reichsweit einheitliche Gerichtsstruktur umgesetzt. Das Oberappellationsgericht Dresden wurde in das Oberlandesgericht Dresden mit Sitz in Dresden umgewandelt. Er war für das ganze Königreich Sachsen zuständig.
Die Appellationsgerichte wurden aufgelöst. Stattdessen wurden folgende 7 Landgerichte geschaffen:
- Landgericht Bautzen
- Landgericht Chemnitz
- Landgericht Dresden
- Landgericht Freiberg
- Landgericht Leipzig
- Landgericht Plauen
- Landgericht Zwickau

An Amtsgerichten bestanden nun:
| Amtsgericht                       | Sitz                 | Landgericht          | Aufgelöst                             |
| --------------------------------- | -------------------- | -------------------- | ------------------------------------- |
| Amtsgericht Bautzen               | Bautzen              | Landgericht Bautzen  |                                       |
| Amtsgericht Bernstadt             | Bernstadt            | Landgericht Bautzen  |                                       |
| Amtsgericht Bischofswerda         | Bischofswerda        | Landgericht Bautzen  |                                       |
| Amtsgericht Ebersbach             | Ebersbach            | Landgericht Bautzen  |                                       |
| Amtsgericht Großschönau           | Großschönau          | Landgericht Bautzen  |                                       |
| Amtsgericht Herrnhut              | Herrnhut             | Landgericht Bautzen  |                                       |
| Amtsgericht Kamenz                | Kamenz               | Landgericht Bautzen  |                                       |
| Amtsgericht Königsbrück           | Königsbrück          | Landgericht Bautzen  |                                       |
| Amtsgericht Löbau                 | Löbau                | Landgericht Bautzen  |                                       |
| Amtsgericht Neusalza              | Neusalza             | Landgericht Bautzen  |                                       |
| Amtsgericht Neustadt in Sachsen   | Neustadt in Sachsen  | Landgericht Bautzen  |                                       |
| Amtsgericht Ostritz               | Ostritz              | Landgericht Bautzen  |                                       |
| Amtsgericht Pulsnitz              | Pulsnitz             | Landgericht Bautzen  |                                       |
| Amtsgericht Schirgiswalde         | Schirgiswalde        | Landgericht Bautzen  |                                       |
| Amtsgericht Sebnitz               | Sebnitz              | Landgericht Bautzen  |                                       |
| Amtsgericht Stolpen               | Stolpen              | Landgericht Bautzen  |                                       |
| Amtsgericht Zittau                | Zittau               | Landgericht Bautzen  |                                       |
| Amtsgericht Annaberg              | Annaberg             | Landgericht Chemnitz |                                       |
| Amtsgericht Augustusburg          | Augustusburg         | Landgericht Chemnitz |                                       |
| Amtsgericht Burgstädt             | Burgstädt            | Landgericht Chemnitz |                                       |
| Amtsgericht Chemnitz              | Chemnitz             | Landgericht Chemnitz |                                       |
| Amtsgericht Ehrenfriedersdorf     | Ehrenfriedersdorf    | Landgericht Chemnitz |                                       |
| Amtsgericht Frankenberg           | Frankenberg          | Landgericht Chemnitz |                                       |
| Amtsgericht Limbach               | Limbach              | Landgericht Chemnitz |                                       |
| Amtsgericht Mittweida             | Mittweida            | Landgericht Chemnitz |                                       |
| Amtsgericht Oberwiesenthal        | Oberwiesenthal       | Landgericht Chemnitz |                                       |
| Amtsgericht Penig                 | Penig                | Landgericht Chemnitz |                                       |
| Amtsgericht Rochlitz              | Rochlitz             | Landgericht Chemnitz |                                       |
| Amtsgericht Scheibenberg          | Scheibenberg         | Landgericht Chemnitz |                                       |
| Amtsgericht Stollberg             | Stollberg            | Landgericht Chemnitz |                                       |
| Amtsgericht Waldheim              | Waldheim             | Landgericht Chemnitz |                                       |
| Amtsgericht Wolkenstein           | Wolkenstein          | Landgericht Chemnitz |                                       |
| Amtsgericht Zschopau              | Zschopau             | Landgericht Chemnitz |                                       |
| Amtsgericht Altenberg             | Altenberg            | Landgericht Dresden  |                                       |
| Amtsgericht Döhlen                | Döhlen               | Landgericht Dresden  | 1921 in Amtsgericht Freital umbenannt |
| Amtsgericht Dresden               | Dresden              | Landgericht Dresden  |                                       |
| Amtsgericht Großenhain            | Großenhain           | Landgericht Dresden  |                                       |
| Amtsgericht Königstein            | Königstein           | Landgericht Dresden  |                                       |
| Amtsgericht Lauenstein            | Lauenstein           | Landgericht Dresden  |                                       |
| Amtsgericht Lommatzsch            | Lommatzsch           | Landgericht Dresden  |                                       |
| Amtsgericht Meißen                | Meißen               | Landgericht Dresden  |                                       |
| Amtsgericht Pirna                 | Pirna                | Landgericht Dresden  |                                       |
| Amtsgericht Radeberg              | Radeberg             | Landgericht Dresden  |                                       |
| Amtsgericht Radeburg              | Radeburg             | Landgericht Dresden  |                                       |
| Amtsgericht Riesa                 | Riesa                | Landgericht Dresden  |                                       |
| Amtsgericht Schandau              | Schandau             | Landgericht Dresden  |                                       |
| Amtsgericht Wilsdruff             | Wilsdruff            | Landgericht Dresden  |                                       |
| Amtsgericht Brand                 | Brand                | Landgericht Freiberg |                                       |
| Amtsgericht Döbeln                | Döbeln               | Landgericht Freiberg |                                       |
| Amtsgericht Dippoldiswalde        | Dippoldiswalde       | Landgericht Freiberg |                                       |
| Amtsgericht Frauenstein           | Frauenstein          | Landgericht Freiberg |                                       |
| Amtsgericht Freiberg              | Freiberg             | Landgericht Freiberg |                                       |
| Amtsgericht Hainichen             | Hainichen            | Landgericht Freiberg |                                       |
| Amtsgericht Lengefeld             | Lengefeld            | Landgericht Freiberg |                                       |
| Amtsgericht Marienberg            | Marienberg           | Landgericht Freiberg |                                       |
| Amtsgericht Nossen                | Nossen               | Landgericht Freiberg |                                       |
| Amtsgericht Oederan               | Oederan              | Landgericht Freiberg |                                       |
| Amtsgericht Roßwein               | Roßwein              | Landgericht Freiberg |                                       |
| Amtsgericht Sayda                 | Sayda                | Landgericht Freiberg |                                       |
| Amtsgericht Tharandt              | Tharandt             | Landgericht Freiberg |                                       |
| Amtsgericht Zöblitz               | Zöblitz              | Landgericht Freiberg |                                       |
| Amtsgericht Borna                 | Borna                | Landgericht Leipzig  |                                       |
| Amtsgericht Colditz               | Colditz              | Landgericht Leipzig  |                                       |
| Amtsgericht Frohburg              | Frohburg             | Landgericht Leipzig  |                                       |
| Amtsgericht Geithain              | Geithain             | Landgericht Leipzig  |                                       |
| Amtsgericht Grimma                | Grimma               | Landgericht Leipzig  |                                       |
| Amtsgericht Leipzig               | Leipzig              | Landgericht Leipzig  |                                       |
| Amtsgericht Leisnig               | Leisnig              | Landgericht Leipzig  |                                       |
| Amtsgericht Markranstädt          | Markranstädt         | Landgericht Leipzig  |                                       |
| Amtsgericht Mügeln                | Mügeln               | Landgericht Leipzig  |                                       |
| Amtsgericht Oschatz               | Oschatz              | Landgericht Leipzig  |                                       |
| Amtsgericht Pegau                 | Pegau                | Landgericht Leipzig  |                                       |
| Amtsgericht Strehla               | Strehla              | Landgericht Leipzig  | 1883 aufgelöst                        |
| Amtsgericht Taucha                | Taucha               | Landgericht Leipzig  |                                       |
| Amtsgericht Wurzen                | Wurzen               | Landgericht Leipzig  |                                       |
| Amtsgericht Zwenkau               | Zwenkau              | Landgericht Leipzig  |                                       |
| Amtsgericht Adorf                 | Adorf                | Landgericht Plauen   |                                       |
| Amtsgericht Elsterberg            | Elsterberg           | Landgericht Plauen   |                                       |
| Amtsgericht Falkenstein           | Falkenstein          | Landgericht Plauen   |                                       |
| Amtsgericht Klingenthal           | Klingenthal          | Landgericht Plauen   |                                       |
| Amtsgericht Lengenfeld            | Lengenfeld           | Landgericht Plauen   |                                       |
| Amtsgericht Markneukirchen        | Markneukirchen       | Landgericht Plauen   |                                       |
| Amtsgericht Oelsnitz              | Oelsnitz             | Landgericht Plauen   |                                       |
| Amtsgericht Pausa                 | Pausa                | Landgericht Plauen   |                                       |
| Amtsgericht Plauen                | Plauen               | Landgericht Plauen   |                                       |
| Amtsgericht Reichenbach           | Reichenbach          | Landgericht Plauen   |                                       |
| Amtsgericht Treuen                | Treuen               | Landgericht Plauen   |                                       |
| Amtsgericht Crimmitschau          | Crimmitschau         | Landgericht Zwickau  |                                       |
| Amtsgericht Eibenstock            | Eibenstock           | Landgericht Zwickau  |                                       |
| Amtsgericht Glauchau              | Glauchau             | Landgericht Zwickau  |                                       |
| Amtsgericht Hartenstein           | Hartenstein          | Landgericht Zwickau  |                                       |
| Amtsgericht Hohenstein-Ernstthal  | Hohenstein-Ernstthal | Landgericht Zwickau  |                                       |
| Amtsgericht Johanngeorgenstadt    | Johanngeorgenstadt   | Landgericht Zwickau  |                                       |
| Amtsgericht Lichtenstein          | Lichtenstein         | Landgericht Zwickau  |                                       |
| Amtsgericht Lößnitz               | Lössnitz             | Landgericht Zwickau  |                                       |
| Amtsgericht Kirchberg             | Kirchberg            | Landgericht Zwickau  |                                       |
| Amtsgericht Meerane               | Meerane              | Landgericht Zwickau  |                                       |
| Amtsgericht Schneeberg            | Schneeberg           | Landgericht Zwickau  |                                       |
| Amtsgericht Schwarzenberg         | Schwarzenberg        | Landgericht Zwickau  |                                       |
| Amtsgericht Waldenburg in Sachsen | Waldenburg (Sachsen) | Landgericht Zwickau  |                                       |
| Amtsgericht Werdau                | Werdau               | Landgericht Zwickau  |                                       |
| Amtsgericht Wildenfels            | Wildenfels           | Landgericht Zwickau  |                                       |
| Amtsgericht Zwickau               | Zwickau              | Landgericht Zwickau  |                                       |

Elbzollgerichte waren:
- Amtsgericht Dresden
- Amtsgericht Königstein
- Amtsgericht Meissen
- Amtsgericht Pirna
- Amtsgericht Riesa
- Amtsgericht Schandau[12]

Später errichtet wurden folgende Amtsgerichte:
| Gericht                    | Landgericht          | errichtet zum | Anmerkungen |
| -------------------------- | -------------------- | ------------- | --- |
| Amtsgericht Olbernhau      | Landgericht Freiberg | 01.04.1895    | [ 13 ] |
| Amtsgericht Reichenau      | Landgericht Bautzen  | 01.07.1898    | [ 14 ] |
| Amtsgericht Lausick        | Landgericht Leipzig  | 01.07.1898    | [ 15 ] |
| Amtsgericht Jöhstadt       | Landgericht Chemnitz | 01.10.1899    | , aufgehoben zum 1.1.1932 |
| Amtsgericht Aue            | Landgericht Zwickau  | 01.11.1901    | [ 17 ] |
| Amtsgericht Zwönitz        | Landgericht Chemnitz | 01.12.1907    | [ 18 ] |
| Amtsgericht Kötzschenbroda | Landgericht Dresden  | 01.07.1910    | 1910 errichtet. Mit der Städtefusion mit Radebeul 1935 zum Amtsgericht Radebeul umbenannt, zu DDR-Zeiten in Kreisgericht Radebeul umbenannt. Mit der Verwaltungsreform von 1952 aufgelöst; Nachfolger wurde das für den Kreis Dresden-Land zuständige Kreisgericht Dresden-Land. |
| Amtsgericht Rötha          | Landgericht Leipzig  | 01.10.1910    | [ 20 ] |
| Amtsgericht Schöneck       | Landgericht Plauen   | 01.04.1914    | [ 21 ] |

### Andere Gerichtszweige
Bezüglich der Verwaltungsgerichtsbarkeit fand in Sachsen seit 1835 eine rechtliche Kontrolle von Verwaltungsentscheidungen durch die so genannte Administrativjustiz statt. Bei der Administrativjustiz wurden Maßnahmen der Verwaltung durch die Verwaltung selbst überprüft. Mit dem Sächsischen Gesetz über die Verwaltungsrechtspflege vom 19. Juli 1900 wurde die Administrativjustiz abgeschafft. Das Gesetz trat zum 1. Januar 1901 in Kraft. Stattdessen wurde am 1. Januar 1901 das Sächsische Oberverwaltungsgericht geschaffen.
Für Verfahren gegen Beamte, die wegen schwerer amtlicher oder privater Verfehlungen aus dem Dienst entlassen werden sollten, richtete man 1876 im Königreich Sachsen zwei Disziplinargerichte mit Sitz in Dresden ein: die Disziplinarkammer als erste Instanz und der Disziplinarhof als Berufungsinstanz.